# The Sexorcist
The Sexorcist è il quarto album in studio del musicista horrorcore statunitense Necro, pubblicato nel 2005.
Si tratta di un album dirty rap, con riferimento al sesso e alla pornografia, che vede la partecipazione di diverse pornostar.

## Tracce
1. Who's Ya Daddy? – 3:19
2. Pussy Is My Weakness (feat. Antwon Lamar Robinson) – 3:18
3. Whore (feat. Joey Silvera) – 4:07
4. Edge Play (feat. Ill Bill, Mr. Hyde, Mitch Matlock & Katja Kassin) – 5:42
5. Suckadelic (feat. Jenny "Shirley Bassey" Van Houten) – 3:18
6. Ron Jeremy (skit) (interpretato da Ron Jeremy) – 0:30
7. You Bitches Love to Get Fucked in the Ass (feat. Avy Lee Roth) – 3:00
8. Piss – 1:45
9. Katsumi (skit) (interpretato da Katsumi) – 0:18
10. Out the Pocket (feat. Maya) – 3:08
11. Brittany Andrews (skit) (interpretato da Brittany Andrews) – 0:23
12. She's Got a Great Ass! (feat. Ill Bill & Jerry Butler) – 3:10
13. I Wanna Fuck (feat. Jenny Krenwinkle, the other Manson whores & Eve Laurence) – 2:48
14. Van Styles (skit) (interpretato da Van Styles) – 0:21
15. We Fuck Virgins (feat. Sabac & Antwon Lamar Robinson) – 3:16
16. Horny Honeys (feat. Goretex & Debbie Mercado) – 3:30
17. Ron Jeremy vs. Jerry Butler (skit) (interpretato da Ron Jeremy & Jerry Butler) – 0:52
18. I Remain Stiff (feat. Manson whore & Dick Nasty) – 2:22
19. The Sexpert (feat. Alexis Malone) – 4:17
20. I Degrade You (feat. Ill Bill) – 2:58
21. Vaginal Secretions – 3:29
22. Ron & Jerry (outro) (interpretato da Ron Jeremy & Jerry Butler) – 0:15